# Kaori Moriwaka
Kaori Moriwaka (森若香織?, Moriwaka Kaori; 11 dicembre 1963) è un'attrice, musicista e cantante giapponese.

## Carriera
Kaori ha dato avvio alla sua carriera suonando in due gruppi musicali, nelle Go-Bang's e nei Ram Jam World. Inoltre, ha scritto canzoni e suonato la seconda chitarra per la girl band Chee's.

Per quanto riguarda invece la carriera di attrice, ha recitato nel 2004 nella serie televisiva live action Bishōjo senshi Sailor Moon, nel ruolo della giovanile mamma di Usagi/Sailor Moon, Ikuko Tsukino.